# لوئیجی پوکیانتی
 لوئیجی پوکیانتی (انگلیسی: Luigi Puccianti؛ زاده ۱۱ ژوئن ۱۸۷۵ درگذشته ۹ ژوئن ۱۹۵۲) یک دانشمند اهل ایتالیا بود. 